# Selasphorus rufus
Selasphorus rufus е вид птица от семейство Колиброви (Trochilidae).

## Разпространение
Видът е разпространен в Бахамските острови, Канада, Мексико, САЩ и Търкс и Кайкос.